# Maria Joaquina Medsen
María Joaquina Medsen  (spaniolă: María Joaquina Villaseñor ) un personaj fictiv din telenovela SBT⁠(d) Carrusel, născut pe 12 ianuarie interpretată de Larissa Manoela⁠(d).
În versiunea mexicană a Carrousel, personajul este interpretat de Ludwika Paleta⁠(d).
María este o fată dedicată studiilor, inteligentă și frumoasă de care Cirilo Rivera este îndrăgostit. La început, ea s-a dovedit a fi rasistă și cu prejudecăți față de Cirilo doar pentru că era negru, respingându-l în orice fel. De asemenea, îl umilește pe Jaime Palillo, deși este alb, pentru că este puștiul gras și sărac. De asemenea, a fost egoistă în raport cu ceilalți colegi de clasă, ceea ce explică repulsia pe care o simt aproape toți colegii față de María Joaquina, deși în timp se dovedește a fi o fată bună cu sentimente bune. La început a fost îndrăgostită de Daniel, dar apoi a început să fie interesată de Jorge. Visează să fie medic ca tatăl său, atât de mult încât îl folosește mereu ca motiv pentru a se arăta. María Joaquina s-a născut pe 12 ianuarie (telenovela însăși spunea acest lucru în capitolul 9 de ziua ei). Cel mai bun prieten al ei este Bibi în Carusel, dar în versiunea 89 acest lucru nu este afișat. Spre sfârșitul romanului ea începe să-și arate prietenia cu Cirilo, deși fără să manifeste vreun interes amoros pentru el. Ea pare să aibă o anumită rivalitate cu Valeria și Jaime, pentru că, spre deosebire de Cirilo, Jaime și Valeria o mustră de obicei aroganța și egoismul blondei. A fost interpretat de Ludwika Paleta la Carrusel în Mexic și Larissa Manoela la Carrossel în Brazilia.